# Braunsapis aureoscopa
Braunsapis aureoscopa är en biart som beskrevs av Michener 1975. Braunsapis aureoscopa ingår i släktet Braunsapis och familjen långtungebin. Inga underarter finns listade.